# ارزیابی پرستاری
ارزیابی پرستاری (به انگلیسی: Nursing assessment) جمع‌آوری اطلاعات در مورد وضعیت فیزیولوژیکی، روان شناختی، معنوی، اقتصادی و سبک زندگی فرهنگی _اجتماعی یک بیمار است. ارزیابی، مرحله اول و از فرایند پرستاری محسوب می‌شود که در آن پرستار از نیازهای هر بیمار یک ارزیابی کامل و جامع دارد. هدف از این مرحله، شناسایی مشکلات واقعی یا بالقوه بیمار و برنامه‌ریزی جهت درمان سریعتر آن‌ها می‌باشد.
برای مثال، یک پرستار در ارزیابی خودش از بیمار بستری در بیمارستان، نه تنها علل فیزیکی و تظاهرات درد، بلکه از مشکلات روانی، سابقهٔ فامیلی و شیوهٔ زندگی و اینکه آیا می‌تواند کارهای شخصی‌اش را انجام دهد یا نه، نیز می‌پرسد.

## مراحل ارزیابی
پرستاران در چهار مرحله بیماران را ارزیابی می‌کنند:
- ارزیابی نخستین: که به وسیلهٔ گزارش‌های پیش از رسیدن بیمار به بیمارستان و معاینات اولیه وی به‌دست می‌آید.
- ارزیابی مرحلهٔ دوم: بر اساس آن تصمیم می‌گیرند که آیا بیماران جهت پیگیری روند درمان باید به اتاق عمل، بخش مراقبت‌های ویژه یا به مرکز درمانی دیگر انتقال یابند یا خیر؟
- ارزیابی مرحله سوم: پس از بستری شدن بیمار در بیمارستان و به صورت روزانه بایستی صورت گیرد.[۲]
- ارزیابی مرحله آخر: این ارزیابی مرحله آخر فرایند پرستاری را تشکیل می‌دهد که هدف آن بررسی اثر بخشی مراقبت‌های پرستاری و اصلاح آن‌ها می‌باشد.[۱]

## انواع اطلاعات
- ذهنی: فقط توسط بیمار حس می‌شود. مانند: حالت تهوع، عصبی بودن
- عینی: این اطلاعات توسط پرستار قابل دیدن و اندازه‌گیری اند مانند: تب

## سوابق بیمار و مصاحبه

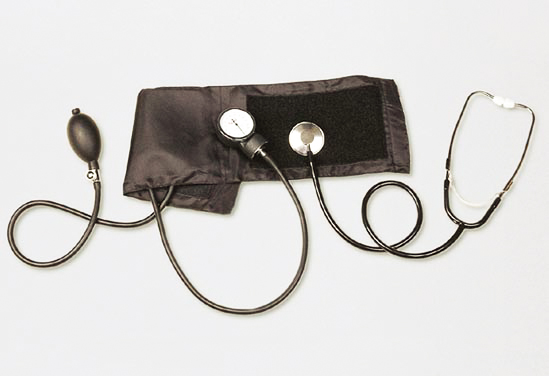
فشارسنج آنروئیدی با گوشی پزشکی

## معاینهٔ بالینی

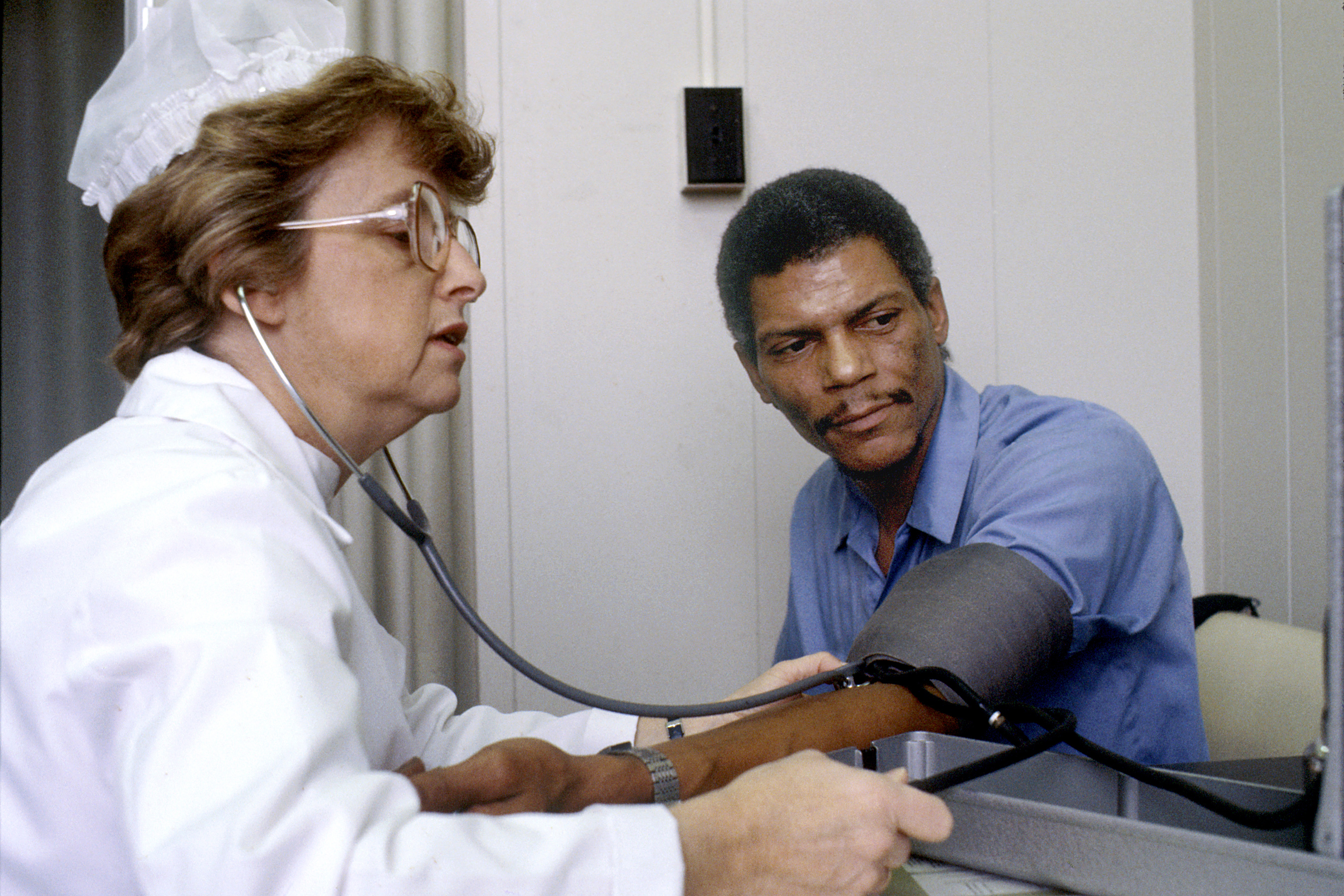
یک پرستار در حال ارزیابی فشارخون مددجو